# Craniata
Craniata (ponekad se naziva Craniota) je predložena klada hordatnih životinja sa lobanjom od tvrde kosti ili hrskavice. Živući predstavnici su Myxini, Hyperoartia, i većina brojnih Gnathostomata (kičmenjaka sa vilicom).

## Literatura
- Campbell, Neil A.; Reece, Jane B. (2005). Biology, Seventh Edition. San Francisco CA: Benjamin Cummings.
- Cleveland PH, Roberts LS, Keen SL, Larson A, Eisenhour DJ (2007). Animal Diversity, Fourth Edition. New York: McGraw Hill.
- Cracraft, Joel; Donoghue, Michael J. (2004). Assembling the Tree of Life. New York: Oxford University Press US. ISBN 978-0-19-517234-8.
- Delarbre, Christiane; Gallut, C.; Barriel, V.; Janvier, P.; Gachelin, G;  . (2002). „Complete Mitochondrial DNA of the Hagfish, Eptatretus burgeri: The Comparative Analysis of Mitochondrial DNA Sequences Strongly Supports the Cyclostome Monophyly”. Molecular Phylogenetics and Evolution. 22 (2): 184—192. PMID 11820840. doi:10.1006/mpev.2001.1045.
- Parker, T. J.; Haswell, W. A. (1921). A Text-book of Zoology. Macmillan & Co.